# Pedro Luis Raota

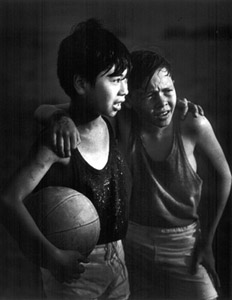
"Al final de la lucha", de Pedro Luis Raota.

Pedro Luis Raota (26 de abril de 1934, Resistencia, Chaco - 4 de marzo de 1986, Buenos Aires) fue un fotógrafo argentino, catalogado como uno de los máximos exponentes de la fotografía latinamericana y como el fotógrafo argentino que más premios ha recibido.

## Biografía
Raota nació el 26 de abril de 1934 en Resistencia, Provincia del Chaco, en el seno de una familia de agricultores. Sus padres, granjeros, no esperaban otra cosa de él que una continuidad en el trabajo de la tierra. Cuando aún era muy joven ya sus ambiciones iban más allá de la agricultura, por lo que salió de su pueblo natal a descubrir el mundo. Se muda a la ciudad de Santa Fe de la Veracruz, que fue la primera parada en su viaje. En ese lugar adquiere las primeras nociones de fotografía y decide vender su bicicleta para adquirir una cámara fotográfica. Y es así como comienza a ganarse la vida: haciendo fotos de carnet. 
Su segunda parada es en la ciudad de Villaguay, Entre Ríos, donde hace el servicio militar. En sus ratos libres acompaña al fotógrafo de la compañía ayudándolo y aprendiendo. Luego del año de servicio decide quedarse en esa ciudad, que finalmente resultó ser la puerta para el éxito. Pone un estudio fotográfico y comienza a trabajar intensivamente.  
Es en Villaguay donde logra sus primeros premios, los que lo incentivan a mostrar sus mejores fotos a un conocido fotógrafo del lugar. Este le aconseja adversamente dejar la fotografía artística y dedicarse a otra cosa. Sin embargo, convencido de su valor, lleva estas mismas fotografías a Buenos Aires donde, luego de algunos días, es invitado a exhibirlas en la apertura de una exposición. Este fue el impulso necesario para enviar sus fotos a cuanta exposición nacional e internacional podía. Viaja por el país con su cámara a cuestas, observando y aprendiendo siempre para luego mostrar su creativa y ya particular interpretación de la vida en su alrededor.
En 1958, en el pequeño pueblo donde reside, por primera vez toma parte en un concurso fotográfico y se lleva el Primer Premio. Incentivando por ello envía sus obras a importantes salones en todo el país y, aunque sus fotografías no siempre son aceptadas y muy pocas de ellas reciben premios. Luego de algún tiempo los jueces en el país comienzan a juzgarlas como las mejores.
En 1981 comenzó a funcionar en Buenos Aires el Instituto Superior de Arte Fotográfico, dirigido por él y secundado por un selecto cuerpo de profesores, entre los que se destacan Mario Binetti y Julio Maubecin.
Se entusiasmó por la fotografía color y editó un Portafolio sobre Gauchos con 12 temas que despertaron el interés de los coleccionistas. Realizó numerosas exposiciones tanto individuales como junto a otros grandes fotógrafos contemporáneos tales como Pedro Otero, Osvaldo Salzamendi, Francisco J. Tenllado,  Ataulfo Pérez  Aznar, Rubén Sotera, Alicia Sanguinetti, etc. Con el correr de los años Pedro Luis Raota desarrolló un estilo muy propio y personal. Sus fotografías, con fuertes acentos de luz resaltando sobre un fondo oscuro, han llegado a ser prácticamente su marca registrada, siendo muy fácil reconocerlas incluso para el novato.

## Logros
En Villaguay logró sus primeros premios. Luego exhibió en Buenos Aires y comenzó a enviar sus creaciones a todas las exposiciones que podía. En 1966 ganó el Primer Premio en un concurso fotográfico organizado por Mundo Hispánico, una revista de Madrid (España), cuyo tema era Vida y Costumbres del Gaucho de la Argentina. Este fue el primer premio importante fuera del país, a pesar de que ya había estado enviando sus fotos, sin demasiada suerte, a diversos salones internacionales.
En 1967, al mismo tiempo que el Festival Cinematográfico de Cannes, se realiza una exposición fotográfica bajo el título Fotografías Insólitas. De entre 2500 participantes de todo el mundo gana el segundo premio. A partir de 1968 comienzan a multiplicarse los galardones y trofeos que recibe:
- Trofeo Cóndor de la Federación Argentina de la Fotografía, en Buenos Aires.
- La Primera Bienal de la Fotografía de Monza, donde obtuvo el Primer Premio con su obra Drama.
- Ese mismo año recibió premios en Mondovi (Italia), Johannesburgo, Londres, Turín y Reims.
- En 1968 ganó el SIP Mergenthaler de la Sociedad de Prensa Internacional, el cual ganó por segunda vez consecutiva al año siguiente.
- En 1968 ganó el premio al "Fotoreportero del año" del World Press Photo.[2]
- En 1969 recibió el más importante premio de su carrera: Premio al Mejor reportero Gráfico del Mundo, otorgado en La Haya, lo que le dio la oportunidad de viajar a Europa para recibirlo.
- En 1969 ganó primeros premios en Australia, Austria, Inglaterra, Francia, Italia y España.
- En 1970 ganó el premio Gaviota de Oro en el Certamen Mundial de la Fotografía en Lisboa.
- En el Salón Internacional de la Fotografía de Hong Kong ganó el Primer Premio por tres años consecutivos: 1971, 1972 y 1973.
- También por tres años consecutivos ganó el Primer Premio en Salón Mundial de la Fotografía en Singapur: 1971, 1972 y 1973.
- Primer Premio Salón Internacional de Arte Fotográfico de Londres.
- En 1972 ganó el Trofeo Georges Pompidou en París.
- También el Trofeo Charles Kingsley en el Certamen Mundial de la Fotografía en Nueva York, el cual ganó nuevamente en 1976.
- En 1974 ganó un muy importante Premio al obtener el PRAVDA-74 en Moscú, que le permitió recorrer durante 45 días la Unión Soviética
- A fines de 1974 obtuvo, entre otros, el Primer Premio en el Salón Internacional de Bangkok.
- En 1975, el Primer Premio en los Salones de Southampton y en Wilmington (Estados Unidos). País este último donde conquistó la Medalla de Oro en el Salón Internacional de Periodismo Fotográfico.
- En Europa conquistó el premio más importante del año al lograr la Bienal Mundial de EUROPA-75.
- En 1976 ganó primeros premios en Maitland (Australia), Rochester (Estados Unidos), París, San Francisco y el Primer Premio en el Kleuren, Festival de Morstel (Bélgica).
- Ese año el acontecimiento mayor fue el requerimiento de sus obras para ser incluidas en el Museo de Arte Moderno de Nueva York y en el Lonwieu Museum de Texas.
- En 1977 ganó el Primer Premio en el Salón Internacional de Fotografía Periodística de Washington D. C..
- En 1977 se editó su primer libro bajo el título Pedro Luis Raota, donde recopiló las más importantes fotografías logradas desde sus primeros tiempos. Este libro fue editado en 5 idiomas.
- En 1978 ganó en Newcastle (Australia) y en Reims (Francia), donde expone como invitado de honor, y la Biblioteca Nacional de París incluye una colección de 60 obras en su galería permanente.
- En 1979 ganó en la Argentina el Primer Premio en el Salón Internacional de Rosario y el de Buenos Aires, e integra como Jurado Internacional la terna que decide los premios de Edimburgo. Ese año también aparece su primer Portafolio denominado Imágenes Típicas Argentinas, que incluye una serie de imágenes características de su país.
- En 1980, una colección de sus obras recorrió Italia en sucesivas exposiciones, ocurriendo lo mismo en Bélgica, mientras que en Australia una colección de 65 obras recorrió diversas universidades de ese país en una muestra itinerante.
- Ganó además el Primer Premio en los Salones de Andorra y Alicante. En Kuala Lumpur en el mismo Salón ganó los tres primeros premios en la categoría color, monocromo y diapositivas.
- El máximo halago lo constituyó el hecho de que sus obras sean incluidas en el Salón de la Fama por el Permanent Collection Commitee de la Photographic Society of America.